# Les Adrets
Les Adrets – miejscowość i gmina we Francji, w regionie Owernia-Rodan-Alpy, w departamencie Isère.
Według danych na rok 1990 gminę zamieszkiwało 481 osób, a gęstość zaludnienia wynosiła 30 osób/km² (wśród 2880 gmin regionu Rodan-Alpy Les Adrets plasuje się na 1161. miejscu pod względem liczby ludności, natomiast pod względem powierzchni na miejscu 712.).

## Zabytki
- dom obronny barona des Adrest – XIV wiek[1]
- ratusz umiejscowiony w zamku – XVII wiek[1]
- kościół św. Andrzeja – XIX wiek, przechowywane są tu drewniane rzeźby z XV i XVI wieku[1]